# Federal Communications Commission
Die Federal Communications Commission (FCC; deutsch „Bundeskommunikationskommission“) ist eine der unabhängigen Behörden der Vereinigten Staaten in Washington, D.C., die durch den Kongress geschaffen wurde. Sie regelt die Kommunikationswege Rundfunk, Satellit und Kabel. Die FCC ist für diverse Funkdienste (Amateurfunk usw.) zuständig sowie Zulassungsbehörde für Kommunikationsgeräte wie Radios, Fernseher und Computer. Sie prüft die Geräte auf Verträglichkeit mit den eigenen und anderen Normen (z. B. von ISA, ISO oder ITU).
Die Zuständigkeit umfasst die 50 Bundesstaaten der USA, den District of Columbia und US-Militärbasen. Unter unterschiedlichen Präsidenten nahm die FCC ihre ordnungspolitischen und auch kartellrechtlichen Pflichten wahr. Die fünf Mitglieder der FCC („Commissioners“) werden für fünf Jahre vom US-Präsidenten ernannt und müssen vom Senat bestätigt werden. Nur drei der Commissioners dürfen derselben politischen Partei angehören.

## Geschichte
Die Kommission wurde durch den Communications Act, ein US-Bundesgesetz von 1934, gegründet und diente von Anfang an als Regulierungsbehörde. Sie vergab zunächst Sendelizenzen für Radiostationen. Das Frequenzspektrum zur Ausstrahlung von Radio wie von Fernsehen in den USA war von Anbeginn an begrenzt. Bald nach Aufkommen des Radios in den 1920er Jahren schritt die FCC als staatliche Ordnungsbehörde ein, um die Vielzahl an entstandenen Stationen zu verwalten und technisch zu koordinieren.
Mit der zunehmenden Marktorientierung der 1980er Jahre gab die FCC jedoch ihre marktrestriktiven Befugnisse auf.
Unter Präsident George W. Bush wurde eine mit dem Broadcast Decency Enforcement Act im Jahr 2005 ein Gesetz verabschiedet, das zur Deregulierung der Radiomärkte führte. Seitdem wacht die FCC mehr über die Einhaltung inhaltlicher Standards und weniger über Besitzverhältnisse der Sendereigentümer.

## Aufgaben

### Reglementierung des HF-Funks
Hauptaufgabe der FCC ist die Koordinierung von HF-Ausstrahlungen egal in welcher Betriebsart und sie vergibt Sendelizenzen für den terrestrischen Hörfunk und das Fernsehen in den Vereinigten Staaten. Die FCC koordinierte und reglementierte die Ausstrahlung der Sender auf den Frequenzbändern Mittelwelle, Kurzwelle, VHF-Band I, VHF-Band II, VHF-Band III sowie UHF. Die Rundfunksender on air werden mit ihrem Rufzeichen und nicht mit einem selbstgewählten Sendernamen sowie je nach Standort mit einem W für Sender im Osten oder einem K im Westen der USA beginnend, identifiziert. Bereits 1933 wurde durch die FCC ein Leistungslimit von 50 kW auf Mittelwelle festgelegt, das bis heute Gültigkeit besitzt. Des Weiteren ist sie für die Lizenzierung aller Festen und Mobilen Funkdienste in den USA zuständig. Nicht eingeschlossen sind Rundfunkausstrahlungen über Satellit und in den Kabelnetzen der einzelnen Bundesstaaten.

### Dokumentation
Die FCC unterhält eine öffentlich-einsehbare Datenbank zu allen öffentlichen Sendeeinrichtungen (Radiosender, Fernsehsender etc.) in den USA. Dort finden sich Informationen bezüglich Höhe und Baujahr von Sendetürmen, die Rundfunksendungen ausstrahlen.

### Technische Prüfung von Geräten

Kennzeichnung für die FCC-Zulassung

Außerdem vergibt die Abteilung Office of Engineering and Technology des FCC Identifikationsnummern für Geräte, die den Hochfrequenzbereich verwenden. Geräte ohne diese Nummer dürfen in den USA nicht vertrieben und auch nicht importiert werden. Vor allem auf Computerhardware finden sich diese Nummern, die eine eindeutige Identifizierung des Produkts und somit auch des Herstellers erlauben.

## Leitung
| Name                                   | Partei       | Beginn            | Ende              | übergangsweise acting |
| -------------------------------------- | ------------ | ----------------- | ----------------- | --------------------- |
| Eugene Octave Sykes                    | Demokrat     | 11. Juli 1934     | 8. März 1935      |                       |
| Anning S. Prall                        | Demokrat     | 9. März 1935      | 23. Juli 1937     |                       |
| Frank McNinch                          | Demokrat     | 1. Oktober 1937   | 31. August 1939   |                       |
| James Lawrence Fly                     | Demokrat     | 1. September 1939 | 13. November 1944 |                       |
| Ewell K. Jett                          | Unabhängiger | 16. November 1944 | 20. Dezember 1944 | X                     |
| Paul A. Porter                         | Demokrat     | 21. Dezember 1944 | 25. Februar 1946  |                       |
| Charles R. Denny                       | Demokrat     | 26. Februar 1946  | 31. Oktober 1947  | bis 3. Dezember 1946  |
| Paul A. Walker                         | Demokrat     | 3. November 1947  | 28. Dezember 1947 | X                     |
| Wayne Coy                              | Demokrat     | 29. Dezember 1947 | 21. Februar 1952  |                       |
| Paul A. Walker                         | Demokrat     | 28. Februar 1952  | 17. April 1953    |                       |
| Rosel H. Hyde                          | Republikaner | 18. April 1953    | 3. Oktober 1954   |                       |
| George McConnaughey                    | Republikaner | 4. Oktober 1954   | 30. Juni 1957     |                       |
| John C. Doerfer                        | Republikaner | 1. Juli 1957      | 10. März 1960     |                       |
| Frederick W. Ford                      | Republikaner | 15. März 1960     | 1. März 1961      |                       |
| Newton N. Minow                        | Demokrat     | 2. März 1961      | 1. Juni 1963      |                       |
| E. William Henry                       | Demokrat     | 2. Juni 1963      | 1. Mai 1966       |                       |
| Rosel H. Hyde                          | Republikaner | 1. Mai 1966       | 31. Oktober 1969  | bis 27. Juni 1966     |
| Dean Burch                             | Republikaner | 31. Oktober 1969  | 8. März 1974      |                       |
| Richard E. Wiley                       | Republikaner | 8. März 1974      | 13. Oktober 1977  |                       |
| Charles D. Ferris                      | Demokrat     | 17. Oktober 1977  | 4. Februar 1981   |                       |
| Robert E. Lee                          | Republikaner | 5. Februar 1981   | 18. Mai 1981      | bis 13. April 1981    |
| Mark S. Fowler                         | Republikaner | 18. Mai 1981      | 17. April 1987    |                       |
| Dennis R. Patrick                      | Republikaner | 18. April 1987    | 7. August 1989    |                       |
| Alfred C. Sikes                        | Republikaner | 8. August 1989    | 19. Januar 1993   |                       |
| James H. Quello                        | Demokrat     | 5. Februar 1993   | 28. November 1993 | X                     |
| Reed Hundt                             | Demokrat     | 29. November 1993 | 3. November 1997  |                       |
| William Kennard                        | Demokrat     | 3. November 1997  | 19. Januar 2001   |                       |
| Michael Powell (Sohn von Colin Powell) | Republikaner | 22. Januar 2001   | 17. März 2005     |                       |
| Kevin J. Martin                        | Republikaner | 18. März 2005     | 19. Januar 2009   |                       |
| Michael Copps                          | Demokrat     | 22. Januar 2009   | 28. Juni 2009     | X                     |
| Julius Genachowski                     | Demokrat     | 29. Juni 2009     | 17. Mai 2013      |                       |
| Mignon Clyburn                         | Demokrat     | 20. Mai 2013      | 4. November 2013  | X                     |
| Tom Wheeler                            | Demokrat     | 4. November 2013  | 20. Januar 2017   |                       |
| Ajit Pai                               | Republikaner | 23. Januar 2017   | 20. Januar 2021   |                       |
| Jessica Rosenworcel                    | Demokratin   | 21. Januar 2021   | 19. Januar 2025   | X                     |
| Brendan Carr                           | Republikaner | 20. Januar 2025   |                   |                       |

## Kontroversen

### Zensur
Die FCC ist auch verantwortlich für die Verhängung von Strafen für das Senden als obszön eingestufter Wörter, insbesondere „Fuck“, „Shit“, „Piss“, „Cunt“, „Cocksucker“, „Motherfucker“ und „Tits“ (die „sieben schmutzige Wörter“). Sofern solche Verstöße angezeigt und von der FCC nicht abgewiesen werden, können Strafen von bis zu $ 325.000 verhängt werden. Kritiker werfen der FCC daher übertriebene Zensurbestrebungen vor, weil für das Strafmaß kein Unterschied in Bezug auf die Größe und damit Zahlungsfähigkeit des jeweiligen Senders gemacht wird, was fatale Auswirkungen auf kleinere Radiostationen wie College-Radios haben könnte.
2010 urteilte ein Berufungsgericht in New York, dass die von der FCC eingeführten Regeln „von einer gegen die Verfassung verstoßenden Unbestimmtheit“ seien und gegen die Freiheit der Meinungsäußerung verstießen. Bereits 2006 hatte ein Gericht in erster Instanz festgestellt, dass die geltenden Zensurregeln „eine lähmende Wirkung“ bei der Gestaltung von Rundfunkprogrammen hätten. Bisher mussten solche Worte durch einen elektronischen Piepton überlagert werden.
Die Behörde kündigte an, dass sie die Entscheidung des Gerichts prüfen werde, ihr bliebe eine Berufung vor dem Supreme Court.

### Free Radio
In den USA entstand in den 1980er Jahren eine rege Community Radio-Szene, kleine lokale „Piratensender“, die sich unter dem Motto „get your Radio free – throw out the FCC“ gegen das Lizenz-Monopol der FCC wendeten.
Im Streit mit der FCC waren Free Radio Berkley und San Francisco Liberation Radio zwei Stationen, die im Gegensatz zur FCC die Auffassung vertraten, dass der HF-Bereich eine Allmende ist und jedem Bürger ohne FCC-Lizenz zur Verfügung stehen sollte, um dort seine Meinung äußern zu können. Free Radio Berkley gewann gegen die FCC einen langjährigen Rechtsstreit um das Recht zu senden.
Im Januar 2011 wurde der Community Radio Act verabschiedet, der in einer Ausschreibung von 1000 neuen Lizenzen für Low Power (unter 100 Watt) UKW-Community-Radio resultierte. Diese wurde im Juli 2013 bekannt gegeben. In einem Bewerbungsfenster von 14 Tagen konnten die Lizenzen im Oktober 2013 beantragt werden.

### Priorisierung bestimmter Datenpakete
Im April 2014 wurde bekannt, dass die FCC die Netzneutralität in den USA aufweichen will. In Zukunft soll es Internetprovidern erlaubt sein, bestimmte Daten gegen Gebühr schneller weiterzuleiten als die Daten nichtzahlender Personen und Firmen. Im Februar 2015 beschloss die FCC dagegen neue Regeln zur Netzneutralität, welche die Netzneutralität bestätigten.
Der von Donald Trump 2017 einberufene FCC-Vorsitzende Ajit Pai galt als Gegner der Netzneutralität. Er kündigte in einer Rede am 26. Februar 2017 an die Netzneutralität in den USA aufweichen und gegebenenfalls abschaffen zu wollen.

## Vergleich mit Europa
Eine Behörde wie die FCC gibt es in Europa nicht. Stattdessen regeln Rahmenabkommen der Europäischen Kommission mit den nationalen Regulationsbehörden, die sich in der European Regulators Group (ERG) organisiert haben, Standards in Europa.

## Trivia

### Anspielungen und Parodien
Die FCC, besonders ihre oft übertriebene Zensur, wird oft in Fernsehserien und Filmen parodiert:
- Cosmo und Wanda – Wenn Elfen helfen: In der Episode „Timmys Radio Show“ gründet die Hauptfigur, der zehnjährige Timmy Turner, mithilfe seiner Zauberpaten einen Radio-Sender. Damit will er erreichen, dass alle Eltern die Ferien mit ihren Kindern verbringen. Dadurch wird die Babysitterin Vicky arbeitslos und spürt Timmy auf. In seiner Radiostation bezeichnet sie die Eltern als Schwachköpfe. Daraufhin wird sie von der FCC mit der Begründung, Schwachkopf darf man nur im Fernsehen sagen, festgenommen.
- Family Guy: In der Episode „PTV“ zensiert die FCC alle obszönen Szenen in sämtlichen Serien nach einem Zwischenfall bei der Emmy-Verleihung. Daraufhin gründet Peter Griffin einen eigenen Sender, der jedoch auch zensiert wird. Diese Zensur greift später auch auf das reale Leben in seiner Heimatstadt Quahog über.
- Die Simpsons: In der Episode „Das böse Wort“ wird der Nachrichtensprecher Kent Brockman, nachdem er in einer Livesendung geflucht hatte und der Sender durch eine hohe Strafe der FCC fast pleitegegangen wäre, entlassen. Die Simpsons nehmen ihn daraufhin bei sich auf und er erzählt Tochter Lisa, dass der Sender Fox freiwillig viel Geld zahlt, um obszöne Sendungen zu senden, ohne Schwierigkeiten mit der FCC zu bekommen.
- Futurama: In der Episode „Der Leela-Laune-Zapp“ wird die Erde von einem Zensur-Satelliten mit dem Namen V-Giny angegriffen, welcher, wie sich im Verlauf der Folge herausstellt, aus der Kollision eines U.S.-Air-Force-Satelliten mit einem hoch geheimen Satelliten der FCC entstanden ist.
- iCarly: In der Episode „Gibby schockiert die Welt“ wird die Crew der Webshow iCarly in die Late Night Show von Jimmy Fallon eingeladen. Nachdem einem der iCarlys vor laufender Kamera die Hose herunterrutscht, werden die Jugendlichen von der NCC zu einer Strafe von 500.000 $ verdonnert. Die NCC stellt eine Parodie auf die FCC dar.
- South Park: Der Film – größer, länger, ungeschnitten: In diesem Film wird einem der Protagonisten, Eric Cartman, ein Computer-Chip eingepflanzt, der verhindern soll, dass er flucht. Dieser Chip ist eine Anspielung auf den V-Chip, der in Fernsehgeräten eingebaut wird, um zu verhindern, dass Kinder Filme oder Serien sehen, die als nicht jugendfrei eingestuft worden sind.
- Eric Idle hat mit seinem FCC-Song ein ganzes Lied zum Thema Zensur geschrieben und gesungen. In diesem Lied behandelt er mit den Mitteln der Parodie die FCC so wie hochrangige Mitglieder aus der Amtszeit des ehemaligen US-Präsidenten George W. Bush.
- Jimmy Kimmel Live: Jede Woche werden Ausschnitte aus anderen Sendungen gezeigt, in denen Stellen zensiert werden, obwohl dies nicht nötig ist. Dadurch entsteht der Eindruck, die Person habe ein als obszön eingestuftes Wort genutzt.
- Der US-amerikanische Rapper Eminem erwähnt in seinem Song „Without me“ die FCC sarkastisch im Zusammenhang mit der Funktion eines Herzschrittmachers.